# Кувейт на літніх Олімпійських іграх 1984
Кувейт брав участь у Літніх Олімпійських іграх 1984 року у Лос-Анджелесі (США) уп'яте за свою історію, але не завоював жодної медалі. Країну представляли 23 спортсмени у 5 видах спорту.